# Enrique Richard Fontecilla
Enrique Richard Fontecilla (Santiago, 27 de enero de 1865-Santiago, 13 de mayo de 1912) fue un abogado, académico y político chileno.

## Primeros años de vida
Era hijo de Manuel Richard Ojeda y de Eulogia Fontecilla Bermúdez. Sus estudios los realizó en el Liceo de Valparaíso, el Seminario San Rafael de Valparaíso y Derecho en la Universidad de Chile. Juró como abogado el 15 de mayo de 1886.

### Matrimonio y descendencia
Contrajo matrimonio el 17 de febrero de 1892, con Delia Barnard Ramírez, tuvieron 12 hijos. Entre sus hijos se cuenta a Vicente (abogado y político), Luis (médico), Jorge (abogado y político), Lucía (escritora), Josefina y Teresa. A través, de su hija Lucía, es abuelo del expresidente del Consejo de Defensa del Estado y exfiscal Nacional del Ministerio Público de Chile, Guillermo Piedrabuena Richard.

## Vida pública
Se desempeñó como abogado. Debido a que fue un brillante alumno en la universidad, ingresó de inmediato al bufete de don Carlos Walker Martínez, destacado político conservador que gozaba de gran prestigio y disfrutaba de una vasta e importante clientela, atendía pleitos de trascendencia y de alta cuantía.
Desde la fundación de la facultad, ejerció como Profesor de Derecho Civil en la Universidad Católica de Chile, 1888, 1892. Decano de la Facultad de Leyes de la Universidad Católica. Profesor Honorario de la Universidad Católica al momento de su retiro, 1902 y, cuyo ejercicio continuó hasta 1911.
Participó en la Revolución de 1891, en el bando congresista.
Militante del Partido Conservador. Diputado por Llanquihue, Carelmapu y Osorno para el período 1891 a 1894. Integró la Comisión de Educación y Beneficencia.
El 12 de junio de 1894, fue declarado diputado presuntivamente por Illapel, Combarbalá y Ovalle, pero anulados sus poderes tras reafirmarse la elección de Ricardo Cruzat Hurtado.
Por Valparaíso y Casablanca para el período 1897-1900 y 1900-1903. Integró la Comisión de Constitución, Legislación y Justicia; la Comisión de Policía Interior como reemplazante; la Comisión Conservadora para el receso de 1898 a 1899, 1899 a 1900, 1900 a 1901, 1901 a 1902 y 1902 a 1903, y la Comisión de Legislación y Justicia.
Diputado por Limache y Quillota para el período 1903-1906 y 1906-1909. Integró y presidió la Comisión de Legislación y Justicia, la Comisión Conservadora para el receso de 1905 a 1906 y 1908 a 1909 y la de Relaciones Exteriores.
Participó activamente como miembro de la Comisión Revisora del Código de Procedimiento Civil, en la cual prestó valiosos servicios, como lo reconoció el presidente Germán Riesco. En las actas de dicha Comisión existe constancia de los aportes que hizo para lograr el perfeccionamiento de ese cuerpo de leyes.
Sobresalió en el congreso por su elocuencia, seriedad y profundidad de sus intervenciones en los debates y, sobre todo, por su alto espíritu patriótico. En reconocimiento de ello fue elegido miembro del Consejo de Estado, desde 1903 a 1909.